# Земля-616
У мультивсесвіті Marvel Comics, Земля-616 (англ. Earth-616) — вигаданий всесвіт, в якому відбуваються події основних (та більшості) коміксів американського видавництва Marvel Comics. Відмінності між всесвітами найчастіше описуються в порівнянні з Землею-616.

## Історія терміна
Цей термін вперше був застосований в одній з сюжетних ліній комікс-антології Daredevils за авторством Алана Мура й Алана Девіса від видавництва Marvel UK у 1983 році. Пізніше історія була перевидана під маркою Captain Britain. Персонаж Сатурнайн використовує словосполучення "Земля-616", щоб відрізнити оригінального Капітана Британія з основного всесвіту від інших членів Корпусу Капітанів Британія, які є родом з інших всесвітів. Далі термін був застосований в Excalibur від американського видавництва Marvel Comics, де часто згадувались попередні пригоди Капітана Британія.
Створення терміна зазвичай приписують Алану Муру. Однак Алан Девіс заявив, що його створив Дейв Торп — попередній сценарист Captain Britain та інших коміксів Marvel UK.
Також існує кілька варіантів вибору саме числа 616. У 2005 році зять Мура, Джон Реппіон на форумі в Інтернеті заявив, що число вибране випадково і не має ніякого підтексту. Його слова: "завжди були тільки Земля-1 або Земля-4, але ніхто не говорив про більші числа". За іншою версією, висловленою Аланом Девісом, число є варіацією числа звіра, Торп обрав його, тому що "не був фанатом тодішнього супергеройського жанру" і висловив це у своїх розповідях, назвавши основний всесвіт Marvel Землею-616.
У фіналі сюжетних ліній «Нація гоблінів» і «Spider-verse», тобто в коміксах Досконала Людина-павук і Дивовижна Людина-павук було встановлено, що Marvel 2099 (Земля-928) насправді є Землею-616 близько 2099 року.

## Згадки Землі-616
Зазвичай персонажі живуть на Землі-616, але її позначення вживається вкрай рідко. Більшість згадок терміна можна зустріти в коміксах від Marvel UK, Excalibur та офіційних довідниках про мультивсесвіт Marvel (наприклад, Alternate Universes 2005).
- У Marvel 1602 #6 (березень 2004) Спостерігач Уату називає всесвіт Землею-616.
- У Marvel Knights 4 #15 (квітень 2005) Земля-616 згадується як один з всесвітів.
- В Uncanny X-Men #462 (вересень 2005) зміни реальності на Землі-616 стали причиною просторово-часового збою, і Сатурнайн зробив спробу знищити всесвіт, щоб врятувати всі інші.
- В Iron Man: Fatal Frontier #10 Доктор Дум стверджує, що вони знаходяться або на Землі-616, або на Землі-615.
- У всіх випусках Deadpool Kills Deadpool (липень 2013) історія зосереджена на часовій лінії Дедпула Землі-616, а не будь-якого іншого всесвіту.

Термін також з'являвся в Exiles (укр. Вигнанці), в сюжетах, зв'язаних з Домом М, а також регулярно використовується письменниками Marvel при написанні довідників Marvel's Official Handbooks. У 1996 році в серії коміксів DC vs. Marvel, в рамках недовгого об'єднання видавництв під егідою Amalgam Comics об'єдналися персонажі Землі-616 від Marvel і Землі-1 від DC, те ж саме відбулося в 2003 році під час подій кросовера JLA/Avengers, в якому Ліга Справедливості об'єдналася з Месниками.
Впродовж історії коміксів Marvel була спроба зміни нумерації основного всесвіту. У фіналі сюжетної арки «Людина Ікс» (випуски #71-74) сценарист Стівен Ґрант почав згадувати його як "Земля-611". Це пояснювалось тим, що деякі всесвіти (які напевно були вище по списку) були повністю знищені, тому номер пересунувся. Наступні автори ігнорували цю зміну.

## Поза коміксів

### ФІльми
- У фільмі «Тор: Царство темряви» (2013) Ерік Селвіґ опиняється у психіатричній лікарні, де малює на дошці ряд діаграм та рівнянь. Посередині його схеми знаходиться підкреслений напис "Земля-616".[5]
- У «Месниках: Завершення» (2019) фургон Людини-мурахи має номер "Lang 616".
- У фільмі «Людина-павук: Далеко від дому» (2019) Містеріо вигадує історію свого геройського походження. Він стверджує, що кіновсесвіт Marvel ідентифікується як Земля-616, а сам прибув з Землі-833.[6] Пізніше виявляється, що Містеріо брехав задля досягнення своїх планів.
- У фільмі Доктор Стрендж у мультивсесвіті божевілля (2022), Крістін Палмер із Землі-838 каже Доктору Стренджу про те, що іллюмінати назвали його всесвіт Землею-616[7]

### Серіали
- В другому сезоні серіалу Залізний кулак (2018), Місті Найт поки їхала разом з Колін Вінг почули передачу по поліцейському радіо "бійня біля нічного клубу" та "код 616". Місті пояснила, що це поліцейський код для "можливий підозрюваний із можливостями"[8]
- В епізоді A Life Spent п'ятого сезону телесеріалу «Агенти Щ.И.Т.» один з найбільших уламків знищеної Землі в можливому майбутньому має назву "Земля-616".[9]
- У квітні 2019 року був анонсований документальний серіал-антологія для сервісу Disney+, що має робочу назву «Marvel's 616» та розповість історію створення всесвіту Marvel, його вплив на культуру і реальний світ загалом.[10]
- У серіалі "Агенти Щ.И.Т." мобільна штаб-квартира команди, Боїнг С-17 має кодову назву "Щ.И.Т. 6-1-6"[11]

### Мультфільми
- У мультфільмі «Людина-павук: Навколо всесвіту» (2018) Земля-616 показана на моніторі, коли Пітер Б. Паркер прибуває на Землю-1610 (Ultimate Marvel), а міжвимірна машина починає працювати несправно.

## Думка редакторів
Колишній головний редактор Marvel Comics Джо Кесада, а також редактор Том Бревурт заявляли про своє негативне ставлення до терміна Земля-616. Думка Тома Бревурта:
Я можу з упевненістю сказати, що ті з нас, хто регулярно працює над створенням коміксів, практично не користуються цим позначенням — я здригаюся, коли чую, що його хтось використовує. Для мого вуха це звучить так нерозумно і суперечить тій історії, яку ми намагаємося створювати і способу, який ми для цього використовуємо.
Слова Джо Кесада:
Я ніколи не використовую його, і я просто ненавиджу цей термін і згоден з оцінкою Тома. Я не можу пригадати, щоб його коли-небудь згадували в офісі, здебільшого він використовується тільки в Інтернеті. Я думаю, що термін дійсно увійшов в моду, коли з'явився Ultimate-всесвіт, але в моєму розумінні все розрізнити досить просто — є основний всесвіт Marvel, а є Ultimate-всесвіт Marvel. Крім того, все це нагадує Землю-1, Землю-2 і Землю Прайм в DC Comics, які ніколи не були прийняті, але, тим не менш, увійшли в основний ужиток.